# Rafael Schick
Rafael Reinhold Schick (* 31. Oktober 1957 in Laupheim) ist ein deutscher Generalarzt der Bundeswehr außer Dienst. Zuletzt war er Generalarzt der Luftwaffe und Leiter des Zentrums für Luft- und Raumfahrtmedizin der Luftwaffe in Köln. Ihm folgte Bernhard Groß nach.

## Leben
Rafael Schick absolvierte von 1976 bis 1977 seinen Grundwehrdienst beim Heeresfliegerregiment 25 „Oberschwaben“ in Laupheim, danach studierte er Humanmedizin an den Universitäten Ulm und Tübingen und promovierte 1984 in Ulm mit der Note Summa cum laude. Von 1983 bis 1984 arbeitete er als Assistenzarzt im Bereich der Inneren Medizin an der Medizinischen Universitätsklinik Ulm, danach war er für zwei Jahre Stipendiat der Deutschen Forschungsgemeinschaft (DFG) und Postdoctoral Fellow in der Gastroenterology Unit der Mayo Clinic, Rochester in Minnesota in den USA und von 1987 bis 1993 Assistenzarzt der II. Medizinischen Klinik der TU München im Klinikum rechts der Isar, von 1994 bis 1997 dann als Oberarzt.
Während dieser Zeit absolvierte Schick mehrere Wehrübungen, unter anderem an der Sanitätsakademie der Bundeswehr in München, dem Flugmedizinischen Institut der Luftwaffe in Fürstenfeldbruck, dem Lufttransportgeschwader 62 in Wunstorf und dem Sanitätsamt der Bundeswehr in Bonn, sodass er 1996 zum Oberstarzt der Reserve ernannt wurde. Im Jahr 1997 wurde er schließlich Berufssoldat und übernahm die Leitung der Klinik für Innere Medizin am Bundeswehrkrankenhaus Ulm, die er bis 2013 innehatte. Danach war er Leiter der Fachabteilung I (Wissenschaftsmanagement) im Zentrum für Luft- und Raumfahrtmedizin der Luftwaffe, bevor er im Jahr 2015 dessen Leiter wurde. Am 1. September 2016 wurde Schick von der Verteidigungsministerin zum Generalarzt befördert.
Weitere medizinische Erfahrung sammelte er in den Jahren 1997 bis 2013 als Mitglied des Promotionsausschusses der Universität Ulm, als Leiter der Konsiliargruppe Innere Medizin im Sanitätsdienst der Bundeswehr, als Mitglied im Human Factors and Medicine Panel der NATO Science and Technology Organisation in Neuilly-sur-Seine, als ständiger Vertreter des Chefarztes des Bundeswehrkrankenhauses Ulm und als Mitglied im Vorstand des Comprehensive Cancer Centers der Universität Ulm.

## Privates
Rafael Schick ist verheiratet und hat zwei Kinder.